# بريان بابتيست
بريان بابتيست (بالإنجليزية: Bryan J. Baptiste)‏ هو سياسي أمريكي، ولد في 15 أكتوبر 1955 في الولايات المتحدة، وتوفي بنفس المكان في 22 يونيو 2008 بسبب نوبة قلبية. حزبياً، نشط في الحزب الجمهوري.